# Copa Pará de Futebol Feminino Sub-17 de 2024
O Copa Pará Feminino Sub-17 de 2024 foi a primeira edição deste evento esportivo, um torneio estadual de futebol feminino organizado pela Federação Paraense de Futebol (FPF).
O torneio compreendeu três distintas fases e envolveu a participação de um total de 8 clubes, ocorrendo no período de 15 de maio a 19 de junho. O torneio começou com a divisão dos participantes em dois grupos, onde os clubes jogaram contra seus oponentes do outro grupo em partidas de turno. Na fase seguinte, os clubes avançaram com base nos resultados de jogo único, culminando na disputa da final do torneio que foi realizada em partidas de ida e volta.
O título da edição foi conquistado pelo Tiradentes, que venceu a decisão contra o Remo, com um placar agregado de 6–3.

## Formato e participantes
A edição em questão foi disputada por 8 clubes, os quais foram distribuídos em dois grupos distintos. O formato de competição implicou em confrontos entre os clubes do outro grupo, realizados em partidas de ida, totalizando assim 4 rodadas durante a fase inicial da competição. A progressão no torneio foi definida da seguinte maneira: os dois times mais bem colocados de cada grupo avançaram para semifinais e se enfrentam, culminando na redução progressiva do número de clubes para a final.
- Associação Atlética Escola Superior Madre Celeste (ESMAC)
- Associação Atlética Tiradentes
- Atlético JM9 Futebol
- Clube Clube Atlético Boca Júnior do Pará
- Clube do Remo
- Cruzeirão Sport Club de Icoaraci
- Paysandu Sport Club
- Pinheirense Esporte Clube

## Primeira fase
A primeira rodada da competição ocorreu em 15 de maio e se destacou pelas ausências da ESMAC e da Pinheirense, culminando em dois walkovers (W.O.). Em 1.º de junho, a primeira fase chegou ao seu término, e os seguintes clubes garantiram sua classificação para as semifinais: Cruzeirão, Paysandu, Remo e Tiradentes.

## Fases finais
No dia 5 de junho, as semifinais do campeonato foram realizadas simultaneamente. Conforme, ocorreu o clássico Re-Pa, no qual o Remo se classificou ao vencer por 2–1 contra o seu maior rival. No outro confronto, o Tiradentes eliminou o Cruzeirão após aplicar uma goleada sobre seu adversário.
O primeiro jogo da competição ocorreu em 9 de junho, tendo sido realizado no Centro de Treinamento do Remo. Nessa ocasião, o time visitante conquistou por 3 a 1. O Tiradentes confirmou o título ao vencer o segundo jogo pelo placar de 3–2.
|  | Semifinais    | Semifinais    |   |      | Final | Final | Final | Final |
|  |               |               |   |      |       |       |       |       |
|  | Paysandu      | 1             |   |      |       |       |       |       |
|  | Remo          | 2             |   |      |       |       |       |       |
|  | Remo          | 2             |   | Remo | 1     | 2     | 3     |       |
|  |               |               |   | Remo | 1     | 2     | 3     |       |
|  |               | Tiradentes-PA | 3 | 3    | 6     |       |       |       |
|  | Tiradentes-PA | Tiradentes-PA | 3 | 3    | 6     | 7     |       |       |
|  | Tiradentes-PA |               |   |      |       | 7     |       |       |
|  | Cruzeirão     | 2             |   |      |       |       |       |       |